# Чертинь
Чертинь (пол. Czertyń, нім. Zehrten) — село в Польщі, у гміні Інсько Старгардського повіту Західнопоморського воєводства.
Населення — 120 осіб (2011).
У 1975-1998 роках село належало до Щецинського воєводства.

## Демографія
Демографічна структура станом на 31 березня 2011 року:
|          | Загалом | Допрацездатний вік | Працездатний вік | Постпрацездатний вік |
| -------- | ------- | ------------------ | ---------------- | -------------------- |
| Чоловіки | 61      | 11                 | 44               | 6                    |
| Жінки    | 59      | 12                 | 30               | 17                   |
| Разом    | 120     | 23                 | 74               | 23                   |